# آكلات البذور
آكلات البذور (الاسم العلمي: Sporophila) جنس من الطيور المدارية الجديدة من فصيلة التناجر. وفي بعض الأحيان يشمل في هذا الجنس أيضا عصافير البذور.
يعتبر شكلها صغير نسبيا وقصير، مناقيرها مخروطية كي تتغذى على البذور وماشابه. معظم الأنواع مثنوية الشكل جنسيا، بالرغم من أن الذكور البالغة غالبا ما تكون مميزة، صعب التفريق بين الأنثى والغير بالغ من كلا الجنسين (في بعض الأنواع من المستحيل تقريبا). بعض الإناث من هذه الأنواع لها ألوان فوق بنفسجية مختلفة، مما يمكن ملاحظته من قبل الطيور فقط وليس البشر.